# Pasamon (przedsiębiorstwo)

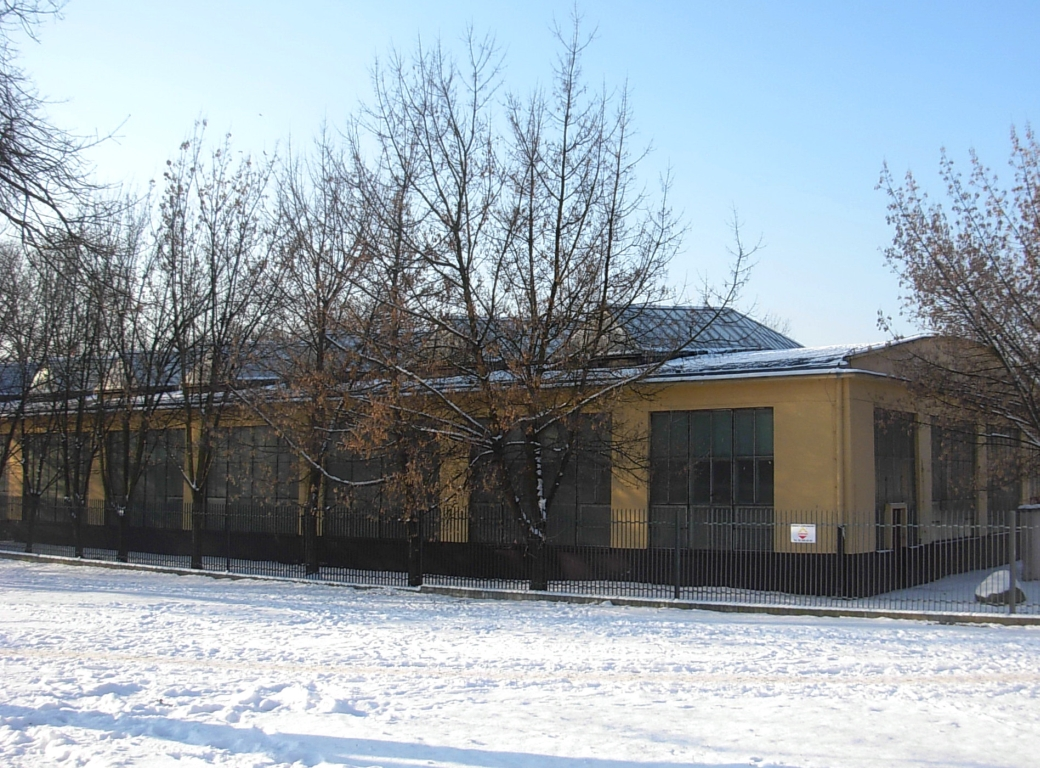
Jedna z hal zakładu

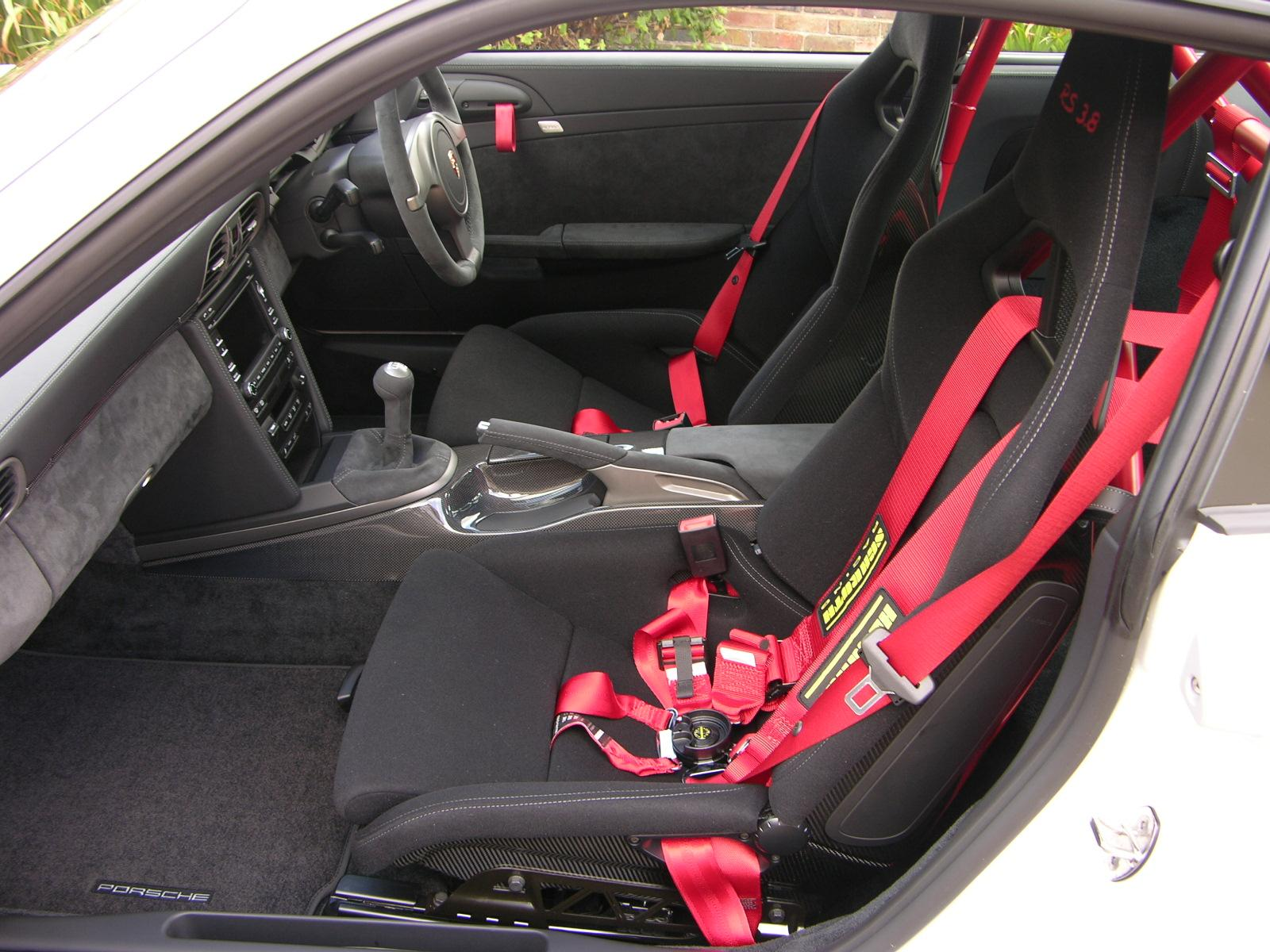
Pasy bezpieczeństwa – jeden z produktów zakładu

Pasamon (d. Bydgoskie Zakłady Taśm Technicznych „Pasamon”) – zakład przemysłu włókienniczego w Bydgoszczy założony w 1921 roku, producent pasmanterii technicznej.

## Charakterystyka
Pasamon jest producentem tkanych taśm i pasmanterii technicznej, które znajdują zastosowanie w kaletnictwie, tapicerstwie, górnictwie, transporcie, budownictwie, sprzęcie wojskowym itp. Wytwarzanych jest 2,5 tys. wzorów taśm o szerokościach od 3 do 130 mm, także na specjalne zamówienia klientów. Zakład posiada laboratorium metrologiczne do badania parametrów technicznych wyrobów włókienniczych oraz współpracuje z polskimi instytutami naukowymi (Główny Instytut Górnictwa, Instytut Technologii Polimerów i Barwników Politechniki Łódzkiej itd.). Od 2004 spełnia wymagania systemu zarządzania jakością ISO 9001.
Pasamon posiada sklep firmowy przy ul. Jagiellońskiej 117 w Bydgoszczy oraz przedstawicielstwa handlowe w Gdyni, Łodzi, Poznaniu, Sosnowcu, Wałbrzychu i Wrocławiu.
Znajdujący się przy ul. Jagiellońskiej firmowy neon działa od 1973 i jest najdłużej działającym neonem w mieście.  

### Produkty (wybrane)
- pasy, uprzęże do spadochronów, umundurowania, sprzętu wojskowego
- samochodowe pasy bezpieczeństwa;
- taśmy górnicze: olejo- i wodoodporne, antyelektrostatyczne, trudnopalne, niepalne, termokurczliwe;
- zawiesia pasowe, transportowe pasy ściągające, zabezpieczające (szelki BHP);
- taśmy tapicerskie, gumki, lamówki;
- taśmy nośne do toreb, plecaków, sprzętu sportowego i turystycznego;
- smycze, wodze jeździeckie;
- smycze reklamowe i zawieszki na szyję;
- taśmy techniczne specjalnego przeznaczenia.

Produkty wytwarzane są z bawełny, lnu, poliestru, poliamidu i polipropylenu.

## Historia

### Okres międzywojenny
Początki firmy sięgają 1922 roku, kiedy dwaj bydgoscy przedsiębiorcy odkupili z rąk obywateli żydowskich firmę i przekształcili ją w spółkę handlową „Janiak-Lewandowski”, w skład której wchodziły Fabryka Wyrobów Drzewnych przy ul. Dworcowej i Fabryka Pasmanterii „Pasamon” z siedzibą na placu Teatralnym. W 1924 jedynym właścicielem zakładu został Eligiusz Franciszek Lewandowski, który rozpoczął budowę obiektów produkcyjnych przy ówczesnej ul. Promenada (Jagiellońskiej) oraz zakupił nowe maszyny. W latach 20. zatrudniano 50-75 osób, a podczas wielkiego kryzysu ograniczono produkcję. W latach 30. XX w. zbudowano tkalnię oraz willę właściciela według projektów arch. Jana Kossowskiego. Tuż przed II wojną światową Fabryka Pasmanterii, Taśm i Pasów „Pasamon” E. F. Lewandowskiego zatrudniała 300 osób i produkowała taśmy techniczne dla wojska i kolei, pasy pędne, parciane, taśmy i tkaniny filtracyjne oraz pasmanterię lekką, będąc czołowym przedsiębiorstwem swojej branży w ówczesnej Polsce.

### II wojna światowa
W 1939 roku zarząd nad firmą przejęły okupacyjne władze niemieckie. Produkcję przestawiono na potrzeby wojenne, wytwarzając taśmy do karabinów, umundurowania i bandaże.

### Okres PRL
W 1945 zakład znacjonalizowano, a w latach kolejnych rozbudowano m.in. o drugą tkalnię, magazyny, warsztaty, farbiarnię i portiernię. Park maszynowy wzbogacono o nowoczesne krosna, obrabiarki, agregaty farbiarskie i snowadła. Jak wiele przedsiębiorstw w tym okresie, „Pasamon” stał się przedsiębiorstwem wielozakładowym, posiadającym filie w Bydgoszczy (ul. Wrocławska) i Włocławku. W 1954 zatrudnienie w przedsiębiorstwie wynosiło 544 osób, w tym 350 kobiet. Nazwę zmieniono na Pomorska Fabryka Taśm i Pasów, a później na Bydgoskie Zakłady Taśm Technicznych „Pasamon”. W 1964 w zakładzie powołano Ochotniczą Straż Pożarną.

### Okres III RP
Po przełomie politycznym w 1989 usamodzielnił się zakład we Włocławku – dotychczasowa filia przedsiębiorstwa. W lutym 1993 zawiązano akt notarialny zawiązujący spółkę z ograniczoną odpowiedzialnością, a w 1997 po zgromadzeniu kapitału, firma została przekształcona w spółkę pracowniczą. Po spełnieniu warunków umowy prywatyzacyjnej, w 2007 spółka stała się pełnoprawnym właścicielem firmy „Pasamon”.
Po 2000 podjęto prace badawczo-rozwojowe, których celem było wdrożenie nowych technologii m.in. w zakresie stosowania taśm poliestrowych jako zawiesi dźwigowych, taśm trudnopalnych i termokurczliwych, taśm IRR dla celów wojskowych, taśm wysokowytrzymałych z kevlaru, antyelektrostatycznych dla górnictwa itp.